# Сидоренко Ярослав Олегович
Ярослав Олегович Сидоренко (нар. 27 серпня 1998, Суми, Україна) — український футболіст, правий півзахисник долинського «Альянсу».

## Клубна кар'єра
Народився 27 серпня 1998 року в Сумах. Футболом розпочав займатися з 7-річного віку в сумській СДЮСШОР «Зміна», перший тренер — Юрій Григорович Зінченко. У 2012 році потрапив до футбольного центру «Барса». По завершенні навчання в 2016 році виступав в обласному чемпіонаті за «Спартак-Сумбуд». Проте вже наступного року повернувся до «Барси», яка виступала в юнацькому чемпіонаті України. У футболці сум'ян став найкращим бомбардиром вище вказаного турніру. У 2017 році підсилив «Агробізнес TSK». У складі роменського клубу виграв чемпіонат, кубок та суперкубок Сумської області, окрім цього допоміг команді виграти й кубок Федерації футболу Сумської області.
Наприкінці травня 2018 року перейшов до «Альянсу» (ЛД). Разом з долинським клубом пройшов шлях від аматорів до професіоналів. На професіональному рівні за долинський клуб дебютував 3 серпня 2019 року в нічийному (1:1) домашньому поєдинку 2-го туру групи Б Другої ліги України проти новокаховської «Енергії». Ярослав вийшов на поле в стартовому складі, на 45+1-ій хвилині отримав жовту картку, а на 75-ій хвилині його замінив Андрій Анцибор. Першим голом у Другій лізі України відзначився 23 серпня 2019 року на 4-ій хвилині переможного (3:0) домашнього поєдинку 5-го туру групи Б Другої ліги України проти сімферопольської «Таврії». Сидоренко вийшов на поле в стартовому складі та відіграв увесь матч. Допоміг своїй команді фінішувати на 3-му місці групи «А» Другої ліги та отримати путівку на підвищення в класі. У Першій лізі України дебютував 5 вересня 2020 року в переможному (3:2) домашньому поєдинку 1-го туру проти «ВПК-Агро». Ярослав вийшов на поле в стартовому складі, а на 84-ій хвилині його замінив Олександр Дугієнко. Першим голом у другому за силою дивізіоні чемпіонату України відзначився 17 жовтня 2021 року на 86-ій хвилині програного (2:3) домашнього поєдинку 14-го туру проти ФК «Ужгород». Сидоренко вийшов на поле на 71-ій хвилині, замінивши Богдана Шмигельського.

## Кар'єра в збірній
У 2018 році виступав за збірну Сумської області з футболу.